# Dionysios den yngre
Dionysios d.y., född cirka 397, död 337 f.Kr., tyrann av Syrakusa, son till Dionysios den äldre, och dennes efterträdare 367, var en grym och vällustig despot, men utan faderns kraft och duglighet. 
Fruktlösa var Dions försök att förädla honom genom den platonska filosofins läror och genom att bereda honom tillfälle till umgänge med den store filosofen själv, vilken förmåddes att för detta ändamål två gånger besöka Syrakusa. Dionysios d.y. fattade visserligen ett livligt intresse för Platon och hans filosofi, men återföll snart i sina gamla vanor. Förjagad av Dion, flydde han slutligen (356) till Italien, där Lokroi och Khegion fortfarande var i hans våld. Omsider lyckades han (346) återvinna herraväldet över Syrakusa, men störtades ånyo av Timoleon, vilken på syrakusanernas böner om hjälp blivit ditsänd från Korinth. Till denna stad fördes nu Dionysios d.y. och fortsatte där en tid bortåt sitt utsvävande levnadssätt. Uppdiktad är förmodligen berättelsen, att han på gamla dagar måst förvärva sitt uppehälle genom skolundervisning.